# Axpe (Erandio)
Axpe es un barrio del municipio de Erandio, en Vizcaya, en la orilla derecha de la ría de Bilbao cerca de Lejona, a lo largo de la dársena de Axpe. Lo atraviesa la carretera BI-711, de Bilbao a Las Arenas.

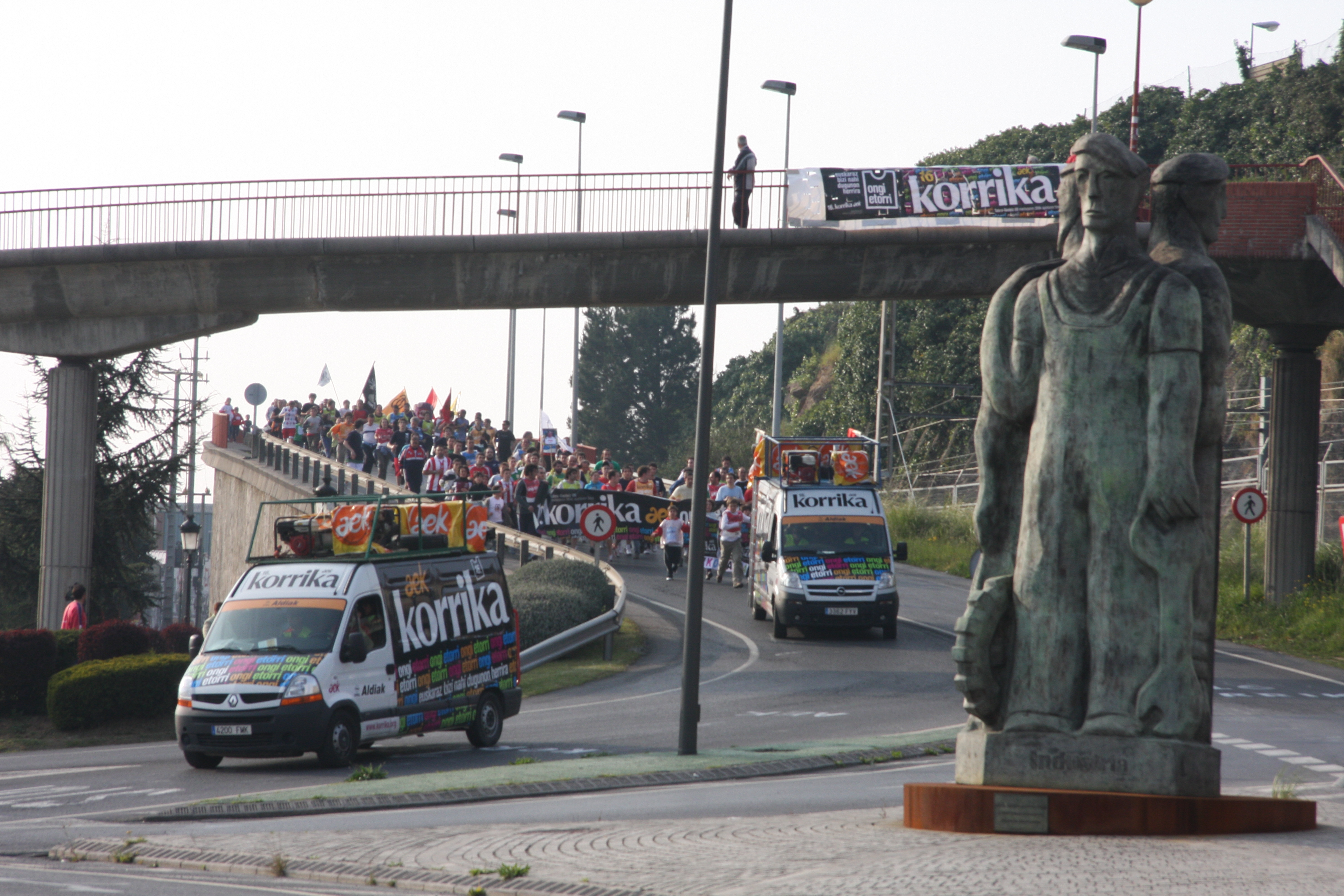
La Korrika 2009 bajando de Astrabudua hacia la carretera BI-711.

- Datos: Q3314579